# Гаспарри, Пьетро
Пьетро Гаспарри (итал. Pietro Gasparri; 5 мая 1852, Каповалацца, Папская область — 18 ноября 1934, Рим, королевство Италия) — итальянский куриальный кардинал, ватиканский дипломат и  доктор обоих прав. Дядя кардинала Энрико Гаспарри. Титулярный архиепископ Кесарии Палестинской со 2 января 1898 по 16 декабря 1907. Апостольский делегат и чрезвычайный посланник в Перу, Эквадоре и Боливии с 26 марта 1898 по 23 апреля 1901. Секретарь Священной Конгрегации чрезвычайных церковных дел с 23 апреля 1901 по 16 декабря 1907. Камерленго Священной Коллегии Кардиналов с 24 мая 1914 по 22 января 1915. Государственный секретарь Святого Престола с 13 октября 1914 по 7 февраля 1930. Председатель Комиссии Имущества Святого Престола с 13 октября 1914 по 7 февраля 1930. Префект Дома Его Святейшества и Префект Апостольского дворца с октября 1914 по октябрь 1918. Камерленго с 4 декабря 1916 по 18 ноября 1934. Председатель Папской Комиссии по аутентичному толкованию Кодекса канонического права с 18 октября 1917 по 18 ноября 1934. Префект Священной Конгрегации чрезвычайных церковных дел с 5 июля 1925 по 7 февраля 1930. Кардинал-священник с 16 декабря 1907, с титулом церкви Сан-Бернардо-алле-Терме с 19 декабря 1907 по 9 декабря 1915. Кардинал-священник с титулом церкви Сан-Лоренцо-ин-Лучина с 22 января 1915.

## Награды
- Кавалер Высшего ордена Святого Благовещения;
- Кавалер Большого креста ордена Святых Маврикия и Лазаря;
- Орден Белого орла